# 22199 Klonios
22199 Klonios (4572 P-L) là một Trojan của Sao Mộc.